# 1593
1593 (MDXCIII) a fost un an comun al calendarului gregorian, care a început într-o zi de vineri.

## Evenimente
- 11 octombrie: Mihai Viteazul urcă pe tronul Țării Românești.

## Nașteri
- 8 iulie: Artemisia Gentileschi pictoriță italiană (d. 1653)
- 27 aprilie: Mumtaz Mahal  (d. 1631)
- 3 aprilie: George R. Herbert poet englez, preot (d. 1633)
- 19 mai: Jacob Jordaens  (d. 1678)
- 19 februarie: Henric Frederick, Prinț de Wales  (d. 1612)
- 22 septembrie: Matthäus Merian  (d. 1650)
- 8 iunie: Gheorghe Rákóczi I principe al Transilvaniei (d. 1648)
- dată necunoscută: Anthony van Diemen  (d. 1645)
- 2 mai: Ecaterina de Medici, Guvernator de Siena  (d. 1629)
- 23 iunie: Elisabeth de Brunswick-Wolfenbüttel  (d. 1650)
- dată necunoscută: Balázs Apponyi  (d. 1637)

## Decese
- 30 mai: Christopher Marlowe, 29 ani, scriitor englez (n. 1564)
- 11 iulie: Giuseppe Arcimboldo, 65 ani, pictor italian (n. 1527)